# Jorge Ribolzi
Jorge Ribolzi (Ramos Mejía, 25 gennaio 1953) è un allenatore di calcio ed ex calciatore argentino, di ruolo centrocampista.

## Palmarès

### Competizioni nazionali
- Campionato argentino: 3

Boca Juniors: Metropolitano 1976, Nacional 1976, Metropolitano 1981

### Competizioni internazionali
- Coppa Libertadores: 1

Boca Juniors: 1977
- Coppa Intercontinentale: 1

Boca Juniors: 1977